# Bergerocactus
A monotipikus Bergerocactus nemzetségbe egyetlen faj, a Bergerocactus emoryi taxon tartozik.

## Jellemzői
Bokros termetű, megvastagosott gyökerű növény, hajtásai erektilisek, 60 cm-nél alacsonyabbak, fásodók. 20-25 bordára oszlanak, areolái közel ülnek, töviseik egyformák, 10-30 darab, 10–40 mm hosszúak. Kis virágai 20 mm átmérőjűek, halvány sárgák, nappal nyílnak. Kis bogyótermése erősen tövises, a magok egy apikális póruson jutnak ki a szabadba.

## Elterjedése
Mexikó: Baja California, Amerikai Egyesült Államok: Kalifornia.

## Rokonsági viszonyai és természetes hibridjei
Molekuláris genetikai adatok alapján egy önállóan fejlődött nemzetség lehet. A természetben két intergenerikus hibridjét írták le; egyik sem alkot önfenntartó populációkat:
- X Myrtgerocactus lindsayi: Myrtillocactus cochal-lal alkotott természetes hibridje.
- X Pacherocactus orcuttii (K. Brandegee) Rowley in Nat. Cact. Succ. J. 37(3):78’ (1982): Pachycereus pringlei-vel alkotott természetes hibridje; Elterjedése: Mexikó: Baja California. Rosario 1886 májusában találta meg először, Orcutt (közelebbről meg nem nevezve) közelében.